# لاري لوكاس
لاري لوكاس (بالإنجليزية: Larry Lucas)‏ هو سياسي أمريكي، ولد في 10 يناير 1951 ببلات في الولايات المتحدة. حزبياً، نشط في الحزب الديمقراطي. وقد انتخب عضو داكوتا الجنوبية البيت النواب.